# Lucas van Valckenborch

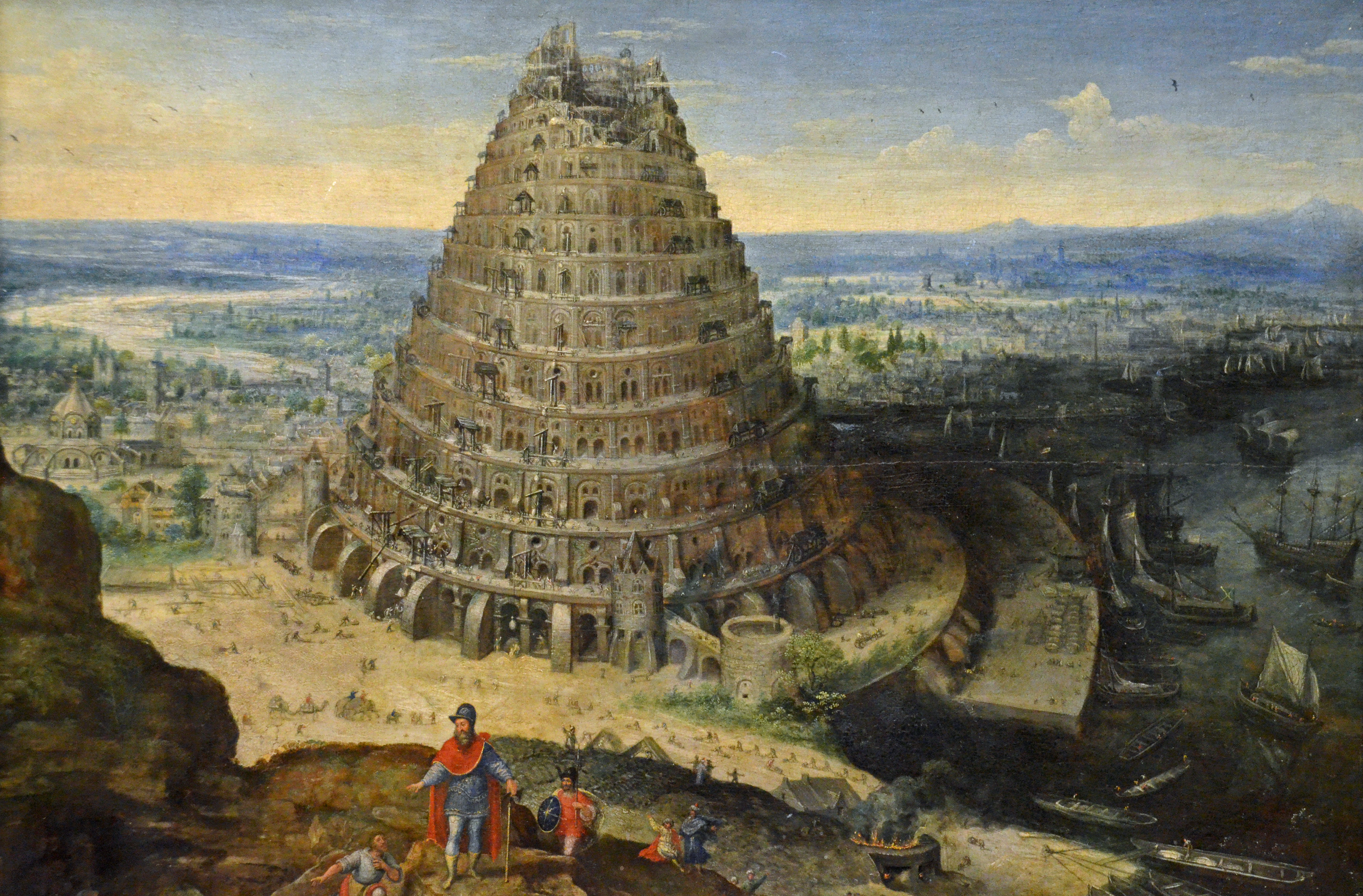
Wieża Babel, 1594

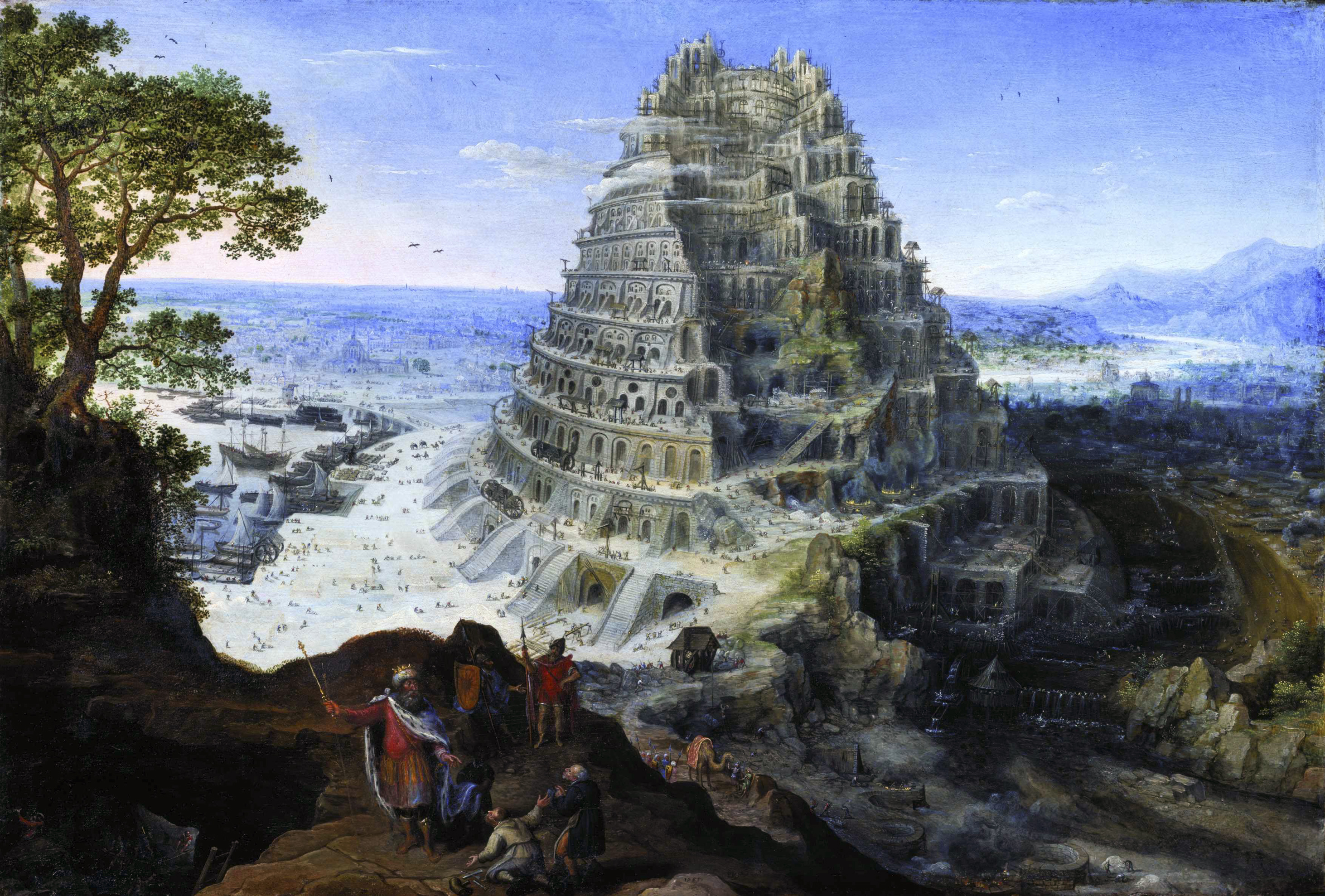
Wieża Babel, 1595

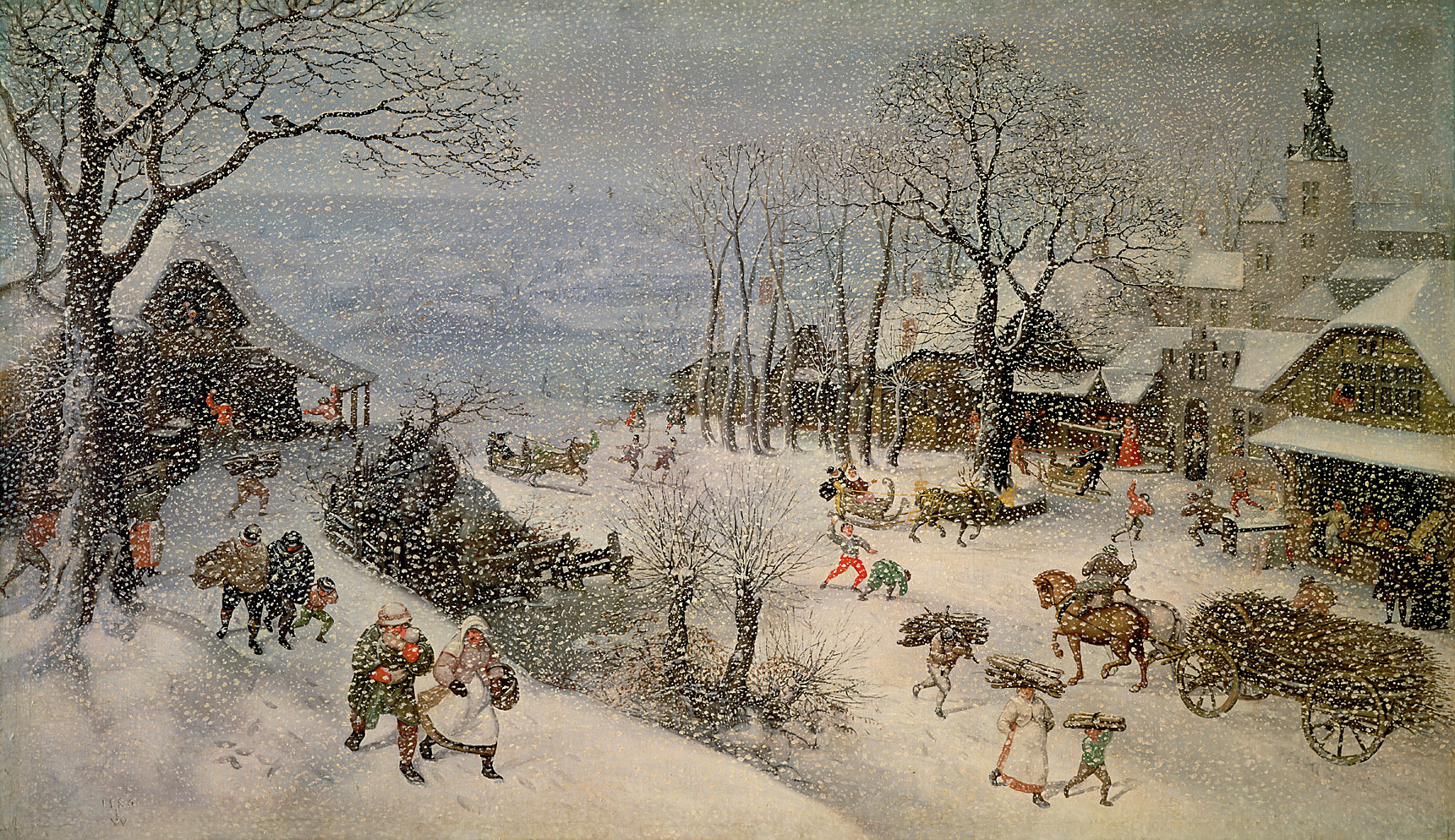
Zimowy pejzaż, 1586

Lucas van Valckenborch lub Valkenborgh (ur. ok. 1530 w Leuven, zm. 2 lutego 1597 we Frankfurcie nad Menem) – flamandzki malarz pejzażysta.
Był najwybitniejszym przedstawicielem rodu malarskiego liczącego co najmniej 14 artystów. Obecnie rozpoznawane są jedynie prace braci Lucasa i Martena (1535-1612) oraz jego synów Frederika (ok. 1570-1623) i Gillisa (1570-1622). Pozostali, mniej wybitni malarze noszący nazwisko Valckenborch, zostali zapomniani.
Lucas van Valckenborch działał początkowo w Mechelen, gdzie wzmiankowano go w gildii malarskiej w 1560. W 1564 jego uczniem został Jaspar van der Linden. Artysta był protestantem i ze względu na prześladowania opuścił Flandrię (1566) by zamieszkać z rodziną w bardziej tolerancyjnych Niemczech. W międzyczasie wzmiankowano go w Akwizgranie, potem w Liège i Antwerpii, gdzie działał na dworze Macieja Habsburga ówczesnego namiestnika Niderlandów Hiszpańskich i późniejszego cesarza. Ostatecznie artysta ok. 1592/93 przeniósł się do Frankfurtu nad Menem, by dołączyć do mieszkającego tam od 1586 brata Martena. W 1594 otrzymał obywatelstwo i pozostał tam do śmierci.
Artysta tworzył niewielkie pejzaże i sceny rodzajowe zbliżone stylem i tematyką do prac Pietera Bruegla i Herri met de Blesa. Były to przedstawienia kiermaszy, chłopskich festynów, pór roku i wieży Babel, urozmaicone motywami anegdotycznymi.
W zbiorach polskich w kolekcji Zamku Królewskiego w Warszawie znajduje się domniemany obraz Lucasa van Valckenborcha Odpoczynek w czasie ucieczki do Egiptu.

## Wybrane prace
- Wieża Babel – kilka wersji m.in. 1568, Monachium i 1596 Luwr,
- Cztery pory roku – Wiedeń,
- Obłąkani z Gerazy – Bruksela,
- Zabawa ludowa – 1574, Ermitaż,

cykle 
- Miesiące - Wiedeń,
- Budowa wieży Babel - Poitiers,
- Zima - Drezno.